# Эррера, Астрид Каролина
Астрид Каролина Эррера Иразабаль (исп. Astrid Carolina Herrera; род. 23 июня 1963, Яракуй) — венесуэльская актриса

 и королева красоты; победительница конкурса «Мисс Мира 1984 года», проходившем в столице Великобритании городе Лондоне. Она стала третьей женщиной из своей страны, завоевавшей этот почётный титул.

## Биография
Астрид Каролина Эррера Иразабаль родилась 23 июня 1963 года в венесуэльском штате Яракуй на севере страны. Она третья дочь Дэвида Эрреры и Оделии Иразабаль. У неё есть три сестры и один брат.
Эррера, рост которой составляет 1 метр 73 сантиметра (5 футов 8 дюймов), в 1984 году соревновалась на национальном конкурсе красоты своей страны «Мисс Венесуэла» и одержала там победу, которая открыла ей дорогу на международный конкурс красоты «Мисс Мира», который проходил в Лондонском королевском зале искусств и наук имени Альберта 15 ноября 1984 года.
В конкурсе участвовали, включая её, 72 девушки, но в упорной борьбе она сумела одержать победу и была коронована как «Мисс Мира 1984 года».
В 1988 году Астрид Каролина Эррера Иразабаль вышла замуж за военного Эдгара Игнасио Падрона Годоя; пара развелась в 2001 году. На следующий год она вновь вышла замуж за венесуэльского бейсболиста, певца и политика Тони Альвареса в мэрии города Каррисалы в штате Миранда; этот брачный союз распался в 2005 году. 5 июня 2014 года она родила первенца, девочку, которую назвала Мирандой Каролиной Эррера Иразабаль.
В 2017 году ей сделали сложную хирургическую операцию по удалению опухоли гипофиза, которая, к счастью, оказалась доброкачественной.
Как актриса Астрид Каролина Эррера Иразабаль снялась более чем в полутора десятков фильмов.